# Sprecodes ater
Sprecodes ater is een keversoort uit de familie somberkevers (Zopheridae). De wetenschappelijke naam van de soort werd in 1904 gepubliceerd door Antoine Henri Grouvelle.